# La Cruz (Costa Rica)
La Cruz è un distretto della Costa Rica, capoluogo del cantone omonimo, nella provincia di Guanacaste.